# Аймедова Мая-Гозель
Мая-Гозель Айме́дова(28 травня 1941, Ашгабат, СРСР) — радянська та туркменська акторка театру та кіно. Народна артистка Туркменської РСР з 1982 року.

## Вибіркова фільмографія
- «Випадок у Даш-Кале» (1963)
- «Невістка» (1972)
- «Дерево Джамал» (1980)
- «Манкурт» (1990)